# Chaucenne
Chaucenne település Franciaországban, Doubs megyében. Lakosainak száma 513 fő (2022. január 1.). Chaucenne Moncley, Noironte, Pelousey és Pouilley-les-Vignes községekkel határos.

## Népesség
A település népességének változása:
| Lakosok száma | 171  | 313  | 442  | 540  | 527  | 519  | 511  | 502  | 499  | 513  |
|               | 1968 | 1982 | 1990 | 2006 | 2013 | 2015 | 2017 | 2019 | 2020 | 2022 |